# حجر نقش ترينجانو
حجر نقش تيرينجانو هو شاهد من الجرانيت يحمل نقشًا بلغة الملايو الكلاسيكية [الإنجليزية] بالخط الجاوي، عُثر عليه في تيرينجانو بماليزيا. يُعَد النقش الذي يعود تاريخه إلى عام 702 هـ (الموافق 1303 م) أو 789 هـ (1387 م) أقدم دليل على الكتابة الجاوية في العالم الملايوي [الإنجليزية] في جنوب شرق آسيا، وكان أحد أقدم الشهادات على ظهور الإسلام كدين للدولة في المنطقة. يحتوي هذا النقش على إعلان أصدره حاكم ولاية ترينجانو المعروف باسم سيري بادوكا توان، يحث فيه رعيته على نشر الإسلام ودعمه وتوفير 10 قوانين أساسية للشريعة الإسلامية لتوجيههم.
عُثر على الحجر مغمورًا جزئيًا في ضفة نهر ترسات في كوالا بيرانج [الإنجليزية]، في هولو ترينجانو، في عام 1887 بعد انحسار الفيضانات. أحد نبلاء تيرينجانو، بنجيران أنوم إنجكو عبد القادر بن إنجكو بيسار وصديقه المنقب عن القصدير، سيد حسين غلام البخاري، عثروا على الحجر وأحضروه على طوف إلى كوالا تيرينجانو حيث قدموه إلى السلطان زين العابدين الثالث، ووُضع فوق بوكيت بوتيري [الإنجليزية] ("تلة الأميرة").

## التاريخ
مع ظهور الإسلام في جنوب شرق آسيا في القرن العاشر أو الحادي عشر، انتشرت على نطاق واسع حياة تعتمد على تعاليم القرآن والحديث، ومع هذا انتشر استخدام الخط العربي. مع مرور الوقت، عُدل النص وكُيف ليناسب اللغة الملايوية الكلاسيكية [الإنجليزية] المنطوقة، وبالتالي نشأ الأبجدية الجاوية. أعلن هذا التطور عن عصر جديد من محو الأمية، عندما استبدل مُعتنقوا الإسلام الجُدد تدريجيًا النصوص الهندية المشتقة السابقة بالجاوي، للتعبير عن معتقداتهم الجديدة.
وكشهادة على انتشار الإسلام، تُقدم هذه القطعة الأثرية أكثر من مجرد لمحة عن حياة أهل تلك الحقبة. كما صورت الثقافة الإسلامية المتنامية تحت مجموعة من القوانين الدينية. وكانت السمة المصاحبة لهذه الحركة التاريخية هي نمو التجارة البحرية التي تركزت حول كوالا بيرانج، المكان الذي اكتُشف الحجر فيه. يشير الحجر المنقوش إلى التجارة الإقليمية التي ازدهرت في سياق الإسلام، مع نمط تجارتها وحركة الشعوب خلال ذلك الوقت.
ورغم أن إسلام ترينجانو استمر بشكل فعال مع ظهور طريقة التفكير الجديدة، إلا أنها لم تضع نهاية كاملة لطريقة الحياة القديمة. لا يزال الحجر المنقوش يحتوي على عدد من المصطلحات السنسكريتية، وهو نصب تذكاري للماضي الهندوسي في جنوب شرق آسيا، لذلك يبدو أن تحول المايويين إلى الإسلام كان سريعًا ولكن تدريجيًّا.

## اكتشاف
اكتشف القرويون الحجر المنقوش لأول مرة على ضفة نهر شديدة الانحدار لنهر ترسات، كامبونج بولو، في كوالا بيرانج [الإنجليزية]، في هولو تيرينجانو في عام 1887، وأحضروه لاحقًا إلى مكان قريب من سوراو المعروف باسم سوراو توك رشيد. ومن هناك، نُقل الحجر إلى قرية سوراو بولو. في عام 1902، جاء أحد نبل تيرينجانو، بنجيران أنوم إنكو عبد القادر بن إنجكو بيسار وصديقه المنقب عن القصدير، سيد حسين بن غلام البخاري، إلى كامبونج بولو. بينما كانوا في قرية سوراو بولو لأداء صلاة الظهر، لاحظوا حجرًا عليه نقوش يستخدمه القرويون كقاعدة للمشي عليها قبل دخول قاعة الصلاة الرئيسة. وبعد الصلاة طلبوا من بينجولو [الإنجليزية] علي وأهل قريته أن يحملوا الحجر على طوف لينقلوه إلى العاصمة كوالا ترينجانو. عندما وصلوا إلى كوالا ترينجانو، قدَّموا الحجر إلى السلطان زين العابدين الثالث الذي أمر بوضعه على قمة بوكيت بوتيري (تلة الأميرة)، بالقرب من القصر الملكي، تشريفًا وتخليدًا لمكانة الإسلام في العالم المايوي.
ظلت الصخرة على قمة التل لمدة عشرين عامًا، حتى تموز عام 1922، عندما طلب نائب المستشار البريطاني في ترينجانو، الرائد إتش إس بيترسون، من المصور الياباني ن. سوزوكي التقاط صور للنقش وإرسالها إلى بلدجن لتحليلها. في عام 1923، حصل المستشار البريطاني في ترينجانو، جيه إل همفريز، على موافقة حكومة ترينجانو لإقراض الحجر لمتحف رافلز في سنغافورة. ظل الحجر في سنغافورة لمدة 37 عامًا حتى عام 1960، عندما نُقل إلى المتحف الوطني في ماليزيا [الإنجليزية].
تحاول حكومة ولاية ترينجانو جاهدة استعادة الحجر المنقوش إلى ولايته الأصلية منذ عام 1979. في 12 شباط 1987، كتب شعب ترينجانو رسميًا إلى إدارة المتحف الوطني، طلب إذن بنقل الحجر المنقوش إلى متحفهم الوطني. وفي عام 1991 فقط، وافقت الحكومة الاتحادية الماليزية على الطلب ونقلوا الحجر المنقوش إلى ترينجانو. وهو معروض الآن في متحف ولاية ترينجانو.

## تاريخ النقش
تم تأريخ النقش، ولكن بسبب الضرر على الحافة اليسرى السفلية للحجر، حيث ذُكرَت سنة النقش في السطر الحادي عشر، فإن التاريخ غير مكتمل ويمكن قراءته بشكل مختلف على أنه يتراوح من 702 إلى 789 هـ (1303 إلى 1387 م). وقد قدم بلدجن، الذي كان أول من فك رموز النقش، العديد من التواريخ المحتملة التي تتراوح من شباط - آذار 1303 م إلى شباط 1387 م. وقد شكك في صحة التاريخ السابق رجب 702 هـ أو 1303 م، وخلص إلى أنه يميل بشكل عام إلى التاريخ الأحدث الممكن.
وقد طعن السيد محمد نجيب العطاس في هذا التأريخ، حيث زعم أن التاريخ السابق هو التاريخ الصحيح من خلال مجموعة متنوعة من الحجج المنطقية والرياضية واللغوية والثقافية والفلسفية والصوفية، ومن خلال محاولة إعادة بناء الجزء المفقود من النقش. وفي كلمته التي نشرها المتحف الوطني الماليزي ذكر نجيب أن التاريخ الصحيح للنقش هو يوم الجمعة 4 رجب سنة 702 هـ الموافق يوم الجمعة 22 فبراير سنة 1303 م. ويستند تأكيده على التفسير التالي.
بدأت سنة 702 هـ في 26 أغسطس 1303 م. اليوم الذي بدأ فيه العام الميلادي اليولياني المسيحي لتلك السنة الإسلامية كان يوم الاثنين (أي أن 1 كانون الثاني 1303 م كان يوم الاثنين، وقد مضى 237 يومًا في السنة المسيحية عندما بدأت السنة الإسلامية في الأول من محرم (أي 26 آب 1302 م). رجب هو الشهر السابع في التقويم الإسلامي، وبما أن سنة 702 هـ بدأت في آب 1302 م، فقد وقع بالتالي في شهر شباط 1303 م، وهو الشهر الذي بدأت فيه السنة الميلادية يوم الثلاثاء . وإذا علمنا أن السنة الهجرية بدأت يوم الثلاثاء، نجد أن اليوم الرابع من رجب فقط، وهو اليوم 181 من السنة الهجرية 702، يوافق حسابنا للتاريخ. ثم إن الرابع من رجب يؤيد حسابنا لأنه كان يوم جمعة من رجب كما في النقش.

## المحتوى
الحجر 89 سم في الارتفاع، 53 عرضه في الأعلى 214.8 سم، ويزن 214.8 كجم. تحتوي جميع واجهاته الأربع على نقوش مكتوبة من اليمين إلى اليسار. النقش مكتوب باللغة الملايوية الكلاسيكية بخط جاوي، مع عدم ظهور نقاط لمعظم الحروف المُعجمة من اللغة العربية (ب، ت، ج، ش، ق، ن، ي) والحروف الجاوية الأصلية (چ، ݢ، ڠ، ڤ)، باستثناء الحروف (ڽ، ض، ف).
| النص الأصلي الجاوي | الترجمة العربية |
| --- | --- |
| الواجهة الأمامية | |
| رسول الله دعں ىع اورح سىاىى مرٮک اسا فدا دىوٮ ملىا راى ٮرى همٮا مںكهكں اكاما اسلام دعں ٮٮر ٮحارا درما مرٮک مرٯسا ٮكى سكلںں همىا دىوٮ ملىا راى دٮٮواكو اٮى ٯٮٮٮو أكاما رسول الله صلى الله علىه وسلم راحا مٮدلٮكا ٮع ٮٮر ٮحارا سٮله دٮوٮ ملٮا راى ددالم ٮهومى. ٯٮٮٮوں اٮٮو ٯرض فدا سكلںں راحا مںدا لںكا اسلام مںورٮ سٮٮٮه دٮوٮ ملٮا راى دعں ںںر ںحارا ںرںاحںكى ںںوا ٯٮٮٮوں اٮٮو مک ٮٮٮه سرى ٯادوكا ںهں مدودوٯكى ںامرا اٮى دٮٮوا ٮرعكاٮو اد ٯرٮاما ادا حمعه دںولں رحٮ دٮاهں سرطاں دسسںكلا ںكںدا رسول الله ںله لالو ںوحه راںس دوا | صلى الله على نبي الله وأهله وصحبه. الحمد لله الذي وهبنا الإسلام. بالإسلام، الحق الذي كُشِفَ لجميع خلقه. على أرضنا ساد دين النبي الكريم. النبي الكريم، صاحب الحق في مملكتك. أيها الملوك، اسمعوا هذه الرسائل. رسائل من الله، لا تشكّوا. الحسنى معكم أيها الناس، يقول الله تعالى. اعلموا أن أرض ترينجانو، من أوائل الأراضي التي تلقَّت رسالة الإسلام. في ظهر يوم الجمعة من شهر رجب، والشمس في الشمال. بعد سبعمائة واثنين من وفاة النبي الكريم. |
| الواجهة الخلفية | |
| كلورک دںںوا حاوه..كں داںع ںرںكں كامڡ...اورع ںرٯهوںع حاعں معامںل..ک..هںلعكں امس كلںما درما ںارع اورع...دںكا حاعں معامںل ںوكل ںوٮ ٮماس حكا امںل هںلعكں امس. كاںم درم ںارع اورع ںرںوٮ ٮلاحارا لاكى لاكى ڡرمڡوں سںںںه دںوٮ ملںا راى حک مردںكا ںوحن ڡالو سراٮس راوىں. حک مردٮكا براسٮرى اٮوا ڡرمڡواں ىرسوامى دٮاٮم هعک ڡعكع دهمىالع دعں ىاٮو ماٮكں حک اعكر...همٮالع حک اٮڡ مٮدلٮكا | يا إخوة البلاد البعيدة. أتى هنا ليخبركم. الوصية الرابعة للمدينين. لا تأخذوا، لا تضيعوا، ذهبكم في أيديكم. الوصية الخامسة: تصدّقوا وأدّوا عشوركم. لا تأخذوا، ذهب غيركم. إن أخذتم الذهب، فأعيدوه. الزنا حرام وفيه فساد الأنساب. للتوبة، فليفعلوا ما يلي، أمر الله القدير. وحدَّه مئة جلدة للأعزب والعزباء. وحدَّه الموت للمتزوج والمتزوجة. لا تتجاهلوا الحدود. ولو كان قديسًا أو كانت من صلب نبي.                                               |
| الواجهة اليمنى | |
| ںوحں داںداڽ سڡوله ںعه ںںكا جک اى مںںرى ںوحں داںداڽ ںوحه ںاهل سڡاها ںعه ںںكا حك ںںوا ںوحں داںداڽ لںما ںاهل ںوحه ںاهل سڡاها ماسٯ ںںدارا حک اورع مردںكا كںوحه درما ںارع ٯرمٯوں هںدٯ ںںدا داٯٮ ںرسوامى حک ںرںواٮ ىالاحارا ںرںكں | العزاب، الغرامة، عشرة ونصف "ساغا" الطبقة الأرستقراطية غير المتزوجة، الغرامة، سبعة "تاهيل"... ساغا ونصف، الغرامة للعزاب الأكبر سنًا... سبعة "تاهيل" للخزينة إذا... الرجل الحر. الوصية السابعة: مهر المرأة... تحرم على زوجها إذا زنت. |
| الواجهة اليسرى | |
| ںںدا ںںر داںداڽ سںاهل سٯاها كسمںںلں درما سرى ٯادوكا ںهں سںاٯا ںںدا هرںا داںداڽ كسٯوله درما حک اںٯكو اںوا ٯماںںكو اںوا حوحوكو اںوا كلوركاكو اںوا اںٯ ںمرا اںى سكال اںسى ںمرا اںى ںارع سںاٯا ںںدا مںورٮ ںمرا اںى لعںٮ دںوٮ ملںا راى دحادںكں دںوٮ ملںا راى ںاكى ںع لعكر احارا ںمرا | ... شهادة زور، غرامة "تحيل" و"باها" وصية التاسعة. ... أيها المُستهتر، الذي لا يدفع الغرامة. ... يا أبنائي، وأعمامي، وأحفادي، وعائلتي وإخوتهم. أطيعوا هذه الوصية، فإن غضب الله عظيم. المخاطر والألم ينتظران من لا يلتزم بالوصية. |

## فهرس
- Adi Yasran، A. A.؛ Mohd Zin، M. Z.؛ Hashim، M.؛ Halimah، H.؛ Mohd Sharifudin، Y.؛ Syed Nurulakla، S. A.؛ Nurhidayah، J.؛ A. Asmadi Sakat؛ M. Roslan Mohd Nor (2012)، "The Jawi writing system and vocabulary of the earliest legal malay inscription and manuscripts"، Journal of Applied Sciences Research، ج. 8، ISSN:1816-157X، مؤرشف من الأصل في 2020-02-29
- Abdul Razak Salleh (2010)، Batu Bersurat Terengganu: Perspektif Matematik (Inscribed Stone of Terengganu, a Mathematical perspective) (PDF)، Malaysian Mathematical Science Society، مؤرشف من الأصل (PDF) في 5 مارس 2016، اطلع عليه بتاريخ 22 أكتوبر 2014
- An Ismanto (2009)، Terengganu Stone Tablet، Melayu Online، مؤرشف من الأصل في 2022-10-06
- Hooker، Virginia Matheson (2003)، A Short History of Malaysia: Linking East and West، Allen & Unwin، ISBN:978-186-4489-55-2
- Sayyid Qudratullah Fatimi (1963)، Islam comes to Malaysia، Malaysian Sociological Research Institute
- Shahrizal Mahpol (2002)، Penguasaan tulisan jawi di kalangan pelajar Melayu : suatu kajian khusus di UiTM cawangan Kelantan (Competency in Jawi among Malay students: A specific study in UiTM, Kelantan campus)، Digital Repository, Universiti Malaya، اطلع عليه بتاريخ 2012-07-08[وصلة مكسورة]
- Syed Muhammad Naguib al-Attas (1970)، The correct date of the Trengganu inscription، National Museum (Malaysia)، ASIN:B0006EWWKG
- Teeuw، Andries (1959)، The history of the Malay language. A preliminary survey، Royal Netherlands Institute of Southeast Asian and Caribbean Studies، مؤرشف من الأصل في 2016-03-05، اطلع عليه بتاريخ 2012-10-17
- UNESCO (2009)، Memory of the World: Batu Bersurat Terengganu (Inscribed Stone of Terengganu) (PDF)، مؤرشف من الأصل (PDF) في 2022-04-19
- UNESCO (2001)، Memory of the World: Malaysia، مؤرشف من الأصل في 2022-03-31